# 擦羹
擦羹，是山西省中部家庭日常的一种面食（羹字在并州片吕梁片读音多为/tɕie/或/tɕia/，在太原话等方言中与尖字同音，因而很多时候被误写作“尖”），晋语也称为擦圪抖儿。用和好的麵块在擦床（擦子）上擦成条状而成。

## 原料
传统的擦羹多用红麵（高粱麵）制成。而实际上用纯白麵也可以制作。

## 制法
将麵和成较硬的麵块（与削麵相当），置于擦床上，像擦蘿蔔丝一样，将麵擦入锅内沸水中，煮熟即成，浇上菜或卤等食用。

## 参看
- 山西面食
- 剔羹
- 刀削面
- 抿羹